# Karl von Giovanelli
Karl von Giovanelli, plným jménem Karl von Giovanelli zu Gerstburg und Hörtenberg (28. října 1847 Brescia, dnes v Itálii – 6. června 1922 Kaltern an der Weinstraße), byl rakousko-uherský, respektive předlitavský soudce a politik, v letech 1900–1904 ministr zemědělství Předlitavska.

## Biografie
Jeho otcem byl rakouský (tyrolský) politik Ignaz von Giovanelli zu Gerstburg und Hörtenberg, bratr Gottfried von Giovanelli byl vysokým státním úředníkem. Karl von Giovanelli vystudoval práva a od roku 1869 působil v justici. Zpočátku jako auskultant, od roku 1874 coby soudní adjunkt. Roku 1880 se stal okresním soudcem v regionu Fassa v jižním Tyrolsku. Roku 1885 nastoupil na zemský soud do Bolzana, v roce 1892 na zemský soud v Innsbrucku.
Vrchol jeho politické kariéry nastal na počátku 20. století, kdy se za vlády Ernesta von Koerbera stal ministrem zemědělství. Funkci zastával v období 19. ledna 1900 – 24. října 1904. Zabýval se změnami zemědělského práva a podporou zemědělských sdružení.